# Талы (озеро)
Талы (каз. Талы) — озеро в Алтынсаринском районе Костанайской области Казахстана. Находится в 3 км к западу от посёлка Караоба.
По данным топографической съёмки 1944 года, площадь поверхности озера составляет 13,91 км². Наибольшая длина озера — 6,7 км, наибольшая ширина — 3,1 км. Длина береговой линии составляет 18,3 км, развитие береговой линии — 1,37. Озеро расположено на высоте 94,5 м над уровнем моря.
По данным обследования экспедицией ГГИ от 15 октября 1956 года, площадь поверхности озера составляет 11,3 км². Максимальная глубина — 1,6 м, объём водной массы — 10 млн. м³, общая площадь водосбора —  км².